# Klaas Slootmans
Klaas Slootmans, né le 8 septembre 1983 à Hal, est un homme politique belge, membre du Vlaams Belang (VB).

## Biographie
Klaas Slootmans nait le 8 septembre 1983 à Hal.
Lors des élections régionales de 2019, il est élu député au Parlement flamand. Il est sénateur désigné par le Parlement flamand depuis 2019.